# Идакра
Идакра — село в Пестравском районе Самарской области. Название получило по имени помещика «Аркадий» (если читать справа налево). Входит в состав сельского поселения Красная Поляна.

## География
Находится на расстоянии примерно 18 километров по прямой на запад-северо-запад от районного центра села Пестравка.

## История
Возникло до Октябрьской революции, по имени помещика (если читать справа налево имя Аркадий), сдававшего здесь 12 домов с землей в аренду крестьянам. В период коллективизации был организован колхоз «Путь к коммунизму», существовавший до 1992 года.

## Население
Постоянное население составляло 384 человека (русские 94%) в 2002 году, 387 в 2010 году.